# مکبث (فیلم ۱۹۰۸)
«مکبث» (انگلیسی: Macbeth (1908 film)) یک فیلم به کارگردانی جیمز استوارت بلکتون است که در سال ۱۹۰۸ منتشر شد. از بازیگران آن می‌توان به چارلز کنت، فلورنس لورنس، و فلورنس ترنر اشاره کرد.